# Sully (Calvados)
Sully ist eine französische Gemeinde mit 167 Einwohnern (Stand: 1. Januar 2022) im Département Calvados in der Region Normandie (vor 2016 Basse-Normandie); sie gehört zum Arrondissement Bayeux und zum Kanton Bayeux. Die Einwohner werden Sulliens genannt.

## Geographie
Sully liegt etwa vier Kilometer nordwestlich vom Stadtzentrum von Bayeux nahe der Atlantikküste. Umgeben wird Sully von den Nachbargemeinden Maisons im Norden, Vaux-sur-Aure im Osten und Nordosten, Vaucelles im Süden sowie Tour-en-Bessin im Westen.

## Bevölkerungsentwicklung
| Jahr                      | 1962 | 1968 | 1975 | 1982 | 1990 | 1999 | 2006 | 2013 |
| Einwohner                 | 174  | 147  | 121  | 132  | 134  | 148  | 120  | 134  |
| Quelle: Cassini und INSEE |      |      |      |      |      |      |      |      |

## Sehenswürdigkeiten
- Kirche Notre-Dame-de-la-Nativité aus dem 12. Jahrhundert, Monument historique
- Schloss Sully aus dem 18. Jahrhundert
- Herrenhaus Boissy aus dem 16. Jahrhundert

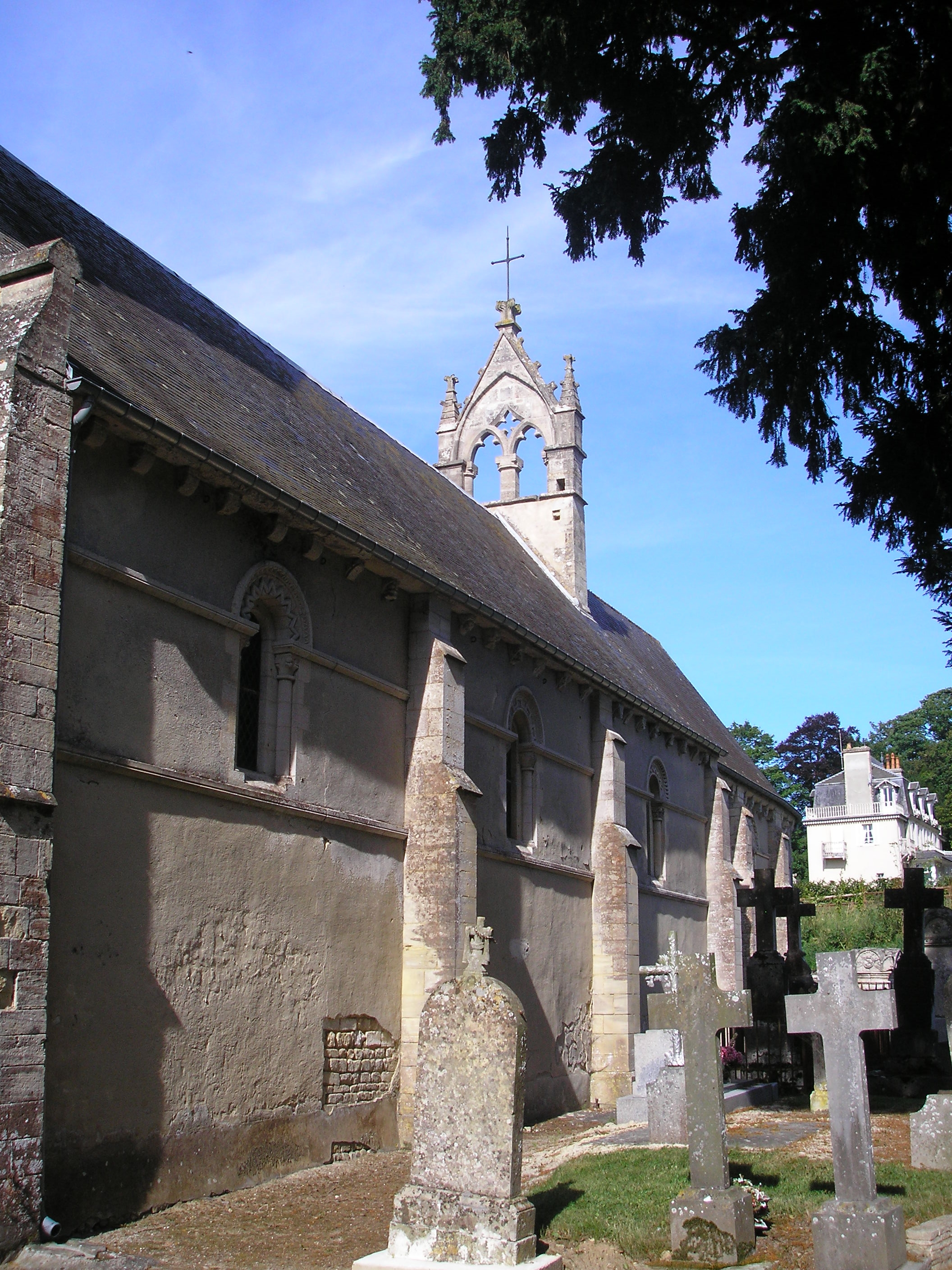
Kirche Notre-Dame-de-la-Nativité
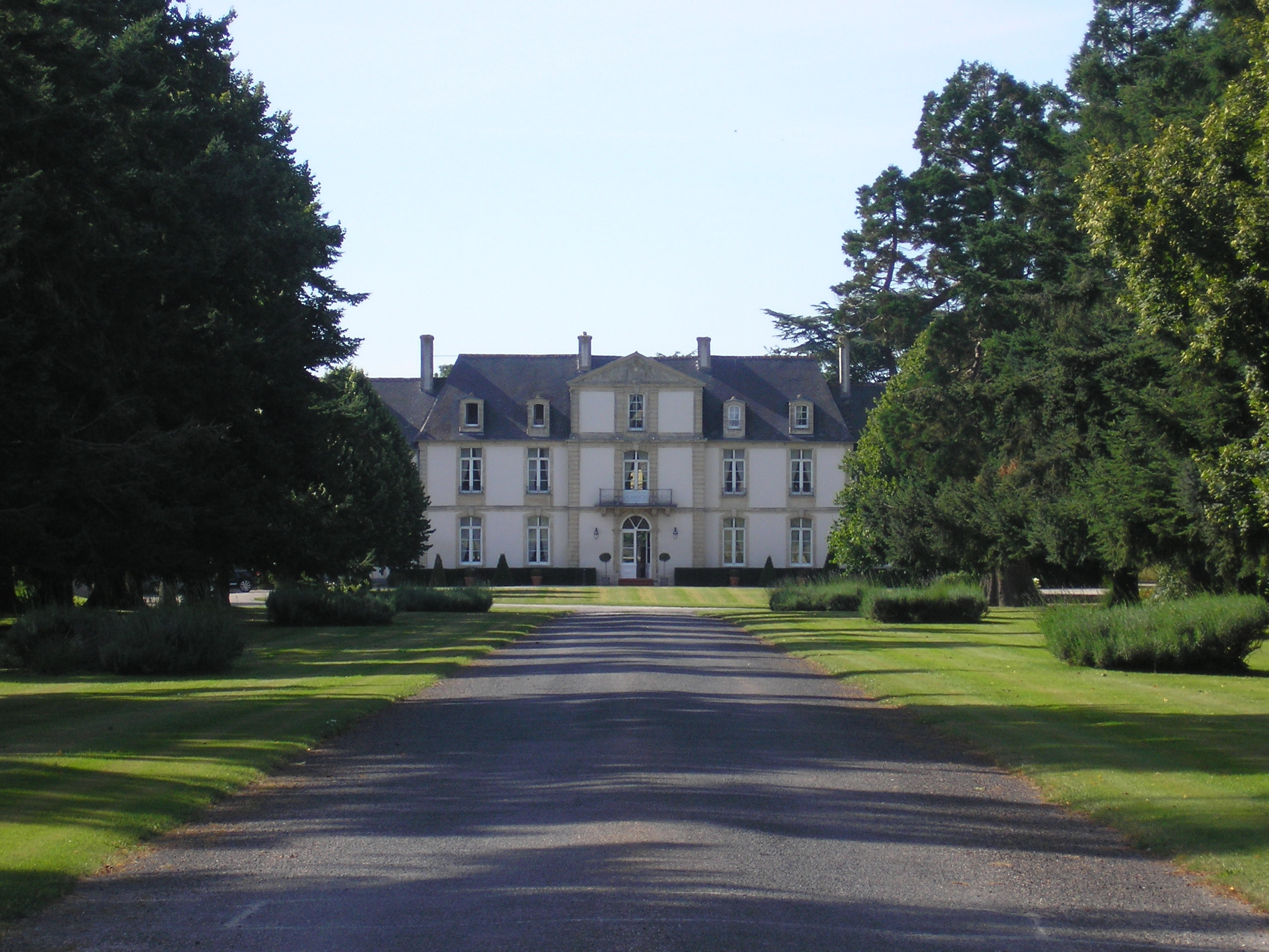
Schloss Sully